# Budapest autóbuszvonal-hálózata 1977-ben
Budapest autóbuszvonal-hálózata 1977-ben jelentősen módosult az M3-as metró átadása miatt. A korábban kialakult elv szerint az 1-99 számtartomány jelölte az alapjáratokat, a betétjáratok az A, a B és a C jelzést, az alapjárattal csak részben megegyező, úgynevezett elágazó járatok az Y jelzést viselték. A gyorsjáratokat a 101-199 számtartomány jelölte, az alapjárattól 100-zal nagyobb volt a jelzése. Eredetileg fekete volt a gyorsjáratok jelzése, de később áttértek a fehér alapon piros számra. 1977. január 1-jén a Budapesti Közlekedési Vállalat új számozási rendszert vezetett be, mely szerint az alapjáratokat az 1-199 számtartományból választották, és fehér alapon fekete számokkal jelezték. A gyorsjáratok az alapjárattal megegyező jelzést viseltek, de fehér alapon piros számot kaptak, melyet egy piros keret is körülvett. Az expresszjáratok (két végállomás között nem álltak meg) egy E betűt is kaptak a számjelzésük mögé, és ekkor a keretet még nem kapták meg. A betétjáratok jelölésére megmaradt az A betű, de néha alkalmazták a B és a C betűt is. Az elágazó járatok Y jelzése helyett az alapjárattól százzal nagyobb számot kaptak (ahol még szabad volt az adott jelzés).

## Autóbuszvonalak
Január 1-jén az alábbi változások történtek:
A táblázatban technikai okok miatt a megszűnő gyorsjáratok fekete színnel, illetve az új expresszjáratok piros kerettel vannak feltüntetve.
| Régi  | Új  | Új útvonala                                                    |
| ----- | --- | -------------------------------------------------------------- |
| 1     | 1   | Kacsóh Pongrác út – Kelenföldi pályaudvar, Etele tér           |
| 2     | 2   | Irányi utca – Szendrő utca (körforgalom)                       |
| 2Y    | 102 | Déli pályaudvar – Szendrő utca (körforgalom)                   |
| 3     | 3   | Móricz Zsigmond körtér – Nagytétény, MÁV-állomás               |
| 103   | 3   | Móricz Zsigmond körtér – Nagytétény, Vasút utca                |
| 4     | 4   | Gyöngyösi út – Lékai János tér                                 |
| 104   | 4   | Gyöngyösi út – Lékai János tér                                 |
| 5     | 5   | Március 15. tér – Pasaréti tér                                 |
| 105   | 5   | Március 15. tér – Pasaréti tér                                 |
| 6     | 6   | Óbuda, Miklós utca – Engels tér                                |
| 106   | 6   | Óbuda, Miklós utca – Engels tér                                |
| 7C    | 7   | Zugló, Öv utca – Bornemissza tér                               |
| 7A    | 7A  | Baross tér, Keleti pályaudvar – Bornemissza tér                |
| 107   | 7   | Zugló, Bosnyák tér – Etele tér, Kelenföldi pályaudvar          |
| 8     | 8   | Március 15. tér – Irhás árok                                   |
| 108   | 8   | Március 15. tér – Kis Ferenc tér                               |
| 9     | 9   | Madách tér – Pataky István tér                                 |
| 9Y    | 109 | Duna utca – Orczy tér                                          |
| 109   | 9   | Madách tér – Pataky István tér                                 |
| 10    | 10  | Móricz Zsigmond körtér – Albertfalva, Vegyész utca             |
| 10A   | 10A | Móricz Zsigmond körtér – Híradástechnikai gyár                 |
| 10Y   | 110 | Móricz Zsigmond körtér – 4. sz. házgyár                        |
| 11    | 11  | Batthyány tér – Nagybányai út                                  |
| 11A   | 11A | Batthyány tér – Pusztaszeri út                                 |
| 12    | 12  | Karolina út – Nagykörút – Karolina út (körforgalom)            |
| 12A   | 12A | Boráros tér – Nagykörút – Moszkva tér                          |
| 112A  | 12  | Boráros tér – Nagykörút – Moszkva tér                          |
| 13    | 13  | Nagytétényi út – Diósd, tanácsháza                             |
| 13A   | 101 | Nagytétényi út – Barackos út – Nagytétényi út (körforgalom)    |
| 13B   | 103 | Nagytétény, Angeli utca – Chinoin                              |
| 13Y   | 113 | Nagytétény – Mechanikai Művek                                  |
| 14    | 14  | Kosztolányi Dezső tér – Baross Gábor telep, XVI. utca          |
| 14Y   | 114 | Kosztolányi Dezső tér – Lőtéri bekötőút                        |
| 15    | 15  | Boráros tér – Gogol utca                                       |
| 16    | 16  | Moszkva tér – Engels tér                                       |
| 16A   | 16A | Moszkva tér – Dísz tér                                         |
| 17    | 17  | Pataky István tér – Pestlőrinc, Vörös Hadsereg útja            |
| 17A   | 117 | Pataky István tér – Vasgyár utca                               |
| 17Y   | –   | –                                                              |
| 117   | 17  | Harminckettesek tere – Csévéző utca                            |
| 18    | 18  | Óbuda, Árpád-híd – Pilisborosjenői téglagyár                   |
| 18Y   | 118 | Óbuda, Árpád-híd – Bogdáni út (körforgalom)                    |
| 19    | 19  | Baross tér, Keleti pályaudvar – Csertő utca                    |
| 20    | 20  | Baross tér, Keleti pályaudvar – Újpest, Fóti út                |
| 20A   | 120 | Baross tér, Keleti pályaudvar – Újpest, tanácsháza             |
| 20Y   | 121 | Újpest, Széchenyi tér – Újpest, Szilágyi utca                  |
| 120   | 20  | Hősök tere – Nádor utca                                        |
| 21    | 21  | Moszkva tér – Szabadság hegy, fogaskerekű állomás              |
| 22    | 22  | Moszkva tér – Budakeszi, Munkácsi Mihály utca                  |
| 122   | 22  | Moszkva tér – Budakeszi, Munkácsi Mihály utca                  |
| 23    | 23  | Boráros tér – Pesterzsébet, Ady Endre tér                      |
| 123   | 23  | Boráros tér – Pesterzsébet, Ady Endre tér                      |
| 23Y   | 123 | Pesterzsébet, Ady Endre tér – Ábrahám Géza utca (körforgalom)  |
| 24    | 24  | Bosnyák tér – Szántóföld út                                    |
| 25*   | 25* | Állatkert – Thököly út                                         |
| 25    | 25  | Kacsóh Pongrác út – Sipos Dénes út                             |
| 125   | 25  | Kacsóh Pongrác út – Sipos Dénes út                             |
| 26    | 26  | Rajk László utca – Margit-szigeti Nagyszálló                   |
| 27    | 27  | Móricz Zsigmond körtér – Citadella                             |
| 28    | 28  | Moszkva tér – Zugligeti út                                     |
| 28Y   | 128 | Moszkva tér – Városkúti út                                     |
| 29    | 29  | Bécsi út – Vörös Hadsereg útja                                 |
| 29Y   | 129 | Pasaréti tér – Széher út (körforgalom)                         |
| 30    | 30  | Baross tér, Keleti pályaudvar – Szondi utca                    |
| 130   | 30  | Baross tér, Keleti pályaudvar – Szondi utca                    |
| 31    | 31  | Örs vezér tere – Bekecs utca                                   |
| 31A   | 130 | Örs vezér tere – Rákospalotai köztemető                        |
| 31B   | 131 | Örs vezér tere – Csertő utca (körforgalom)                     |
| 31C   | 133 | Örs vezér tere – Szentmihályi út (körforgalom)                 |
| 31Y   | 144 | Örs vezér tere – Békés Imre utca                               |
| 32    | 32  | Kőbánya, Zalka Máté tér – Frangepán utca                       |
| 132   | 32  | Kőbánya, Zalka Máté tér – Frangepán utca                       |
| 132Y  | 132 | Kőbánya, Zalka Máté tér – Újpalota, Felszabadulás útja         |
| 33    | 33  | Dráva utca – Dandár utca                                       |
| 34    | 34  | Óbuda, Árpád-híd – Fővárosi tanácsüdülő                        |
| 34A   | 34A | Rómaifürdő – Fővárosi tanácsüdülő                              |
| 34Y   | 134 | Óbuda, Árpád-híd – Nimród utca (körforgalom)                   |
| 35    | 35  | Nagyvárad tér – Pestlőrinc, Mednyánszky utca                   |
| 135   | 35  | Nagyvárad tér – Pestlőrinc, Béke tér                           |
| 35Y   | 135 | Nagyvárad tér – Pestlőrinc, MÁV-állomás                        |
| 36    | 36  | Pestlőrinc, Liszt Ferenc utca – Pestlőrinc, MÁV-állomás        |
| 36B   | 136 | Nagykőrösi út – Pestlőrinc, MÁV-állomás                        |
| 37J   | 37  | Óbuda, Árpád-híd – Jablonka út                                 |
| 37E-M | 137 | Óbuda, Árpád-híd – Erdőalja út – Máramaros út                  |
| 38    | 38  | Csepel, Tanácsház tér – Autógyár                               |
| 38A   | 38A | Csepel, Tanácsház tér – Halásztelek                            |
| 38B   | 38B | Csepel, Tanácsház tér – Lakihegy                               |
| 138   | 38  | Csepel, Tanácsház tér – Autógyár                               |
| 39    | 39  | Batthyány tér – Goldmark Károly utca (körforgalom)             |
| 40    | 40  | Móricz Zsigmond körtér – Budakeszi, Táncsics Mihály utca       |
| 40A   | 40A | Móricz Zsigmond körtér – Budaörs, Kötő utca                    |
| 140   | 40  | Móricz Zsigmond körtér – Budaörs, Kötő utca                    |
| 41    | 41  | Kosztolányi Dezső tér – Duránci utca                           |
| 41Y   | 141 | Kelenföldi pályaudvar – Andor utca (körforgalom)               |
| 141E  | 41E | Kosztolányi Dezső tér – Őrmezői lakótelep                      |
| 42    | 42  | Óbuda, Árpád-híd – Békásmegyer utca                            |
| 42A   | 42A | Rómaifürdő – Békásmegyer utca                                  |
| 42Y   | 142 | Óbuda, Árpád-híd – Óbudai sziget                               |
| 43    | 43  | Katona József utca – Újpest, Szilágyi utca                     |
| 143   | 43  | Nyugati pályaudvar – Petőfi laktanya                           |
| 144   | 44  | Örs vezér tere – Békés Imre utca                               |
| 144A  | 44A | Örs vezér tere – Gizella út                                    |
| 45    | 45  | Örs vezér tere – Georgina utca                                 |
| 45Y   | 145 | Örs vezér tere – Cinkota, gyógyszertár                         |
| 46    | 46  | Örs vezér tere – Petőfikert                                    |
| 47    | 47  | Újpest, Szilágyi utca – Egyesült Izzó                          |
| 47A   | 47A | Újpest, Szilágyi utca – Váci út, Cérnagyár                     |
| 48    | 48  | Kispest, Kossuth tér – Csepel, Határ utca                      |
| 49    | 49  | Moszkva tér – Fenyves utca                                     |
| 50    | 50  | Budatétény, Jókai Mór utca – Balatoni út                       |
| 50A   | 50A | Budatétény, Jókai Mór utca – Ruhagyár                          |
| 50B   | 50B | Budatétény, sorompó – Ruhagyár                                 |
| 50Y   | 50C | Budatétény, sorompó – Balatoni út                              |
| 51    | 51  | Kőbánya, Mázsa tér – Csepel, Tanácsház tér                     |
| 52    | 52  | Csepel, Tanácsház tér – Hollandi út                            |
| 52B   | 52A | Csepel, Tanácsház tér – Repkény utca                           |
| 53    | 53  | Móricz Zsigmond körtér – Hó utca                               |
| 54    | 54  | Boráros tér – Pestimre, Ültetvény utca                         |
| 154   | 54  | Boráros tér – Pestimre, Dózsa György utca                      |
| 154E  | 54E | Boráros tér – Pestimre, Dózsa György utca                      |
| 54Y   | 154 | Boráros tér – Kispest, Ady Endre út                            |
| 55    | 55  | Óbuda, Miklós utca – Népliget                                  |
| 155   | 55  | Óbuda, Miklós utca – Népliget                                  |
| 56    | 56  | Moszkva tér – Hűvösvölgy                                       |
| 56Y   | 156 | Moszkva tér – Dániel út                                        |
| 156E  | 56E | Moszkva tér – Hűvösvölgy                                       |
| 57    | 57  | Hűvösvölgy – Pesthidegkút (körforgalom)                        |
| 57Y   | 157 | Hűvösvölgy – Budaliget, Géza fejedelem útja                    |
| 58    | 58  | Budafok, Kossuth Lajos utca – Balatoni út                      |
| 59    | 59  | Csepel, Csillagtelep – Pesterzsébet, Alsó Határ út             |
| 59A   | 59A | Csepel, Csillagtelep – Csepel, Tanácsház tér                   |
| 59Y   | 159 | Csapágy utca – Csepel, Tanácsház tér                           |
| 60    | 60  | Batthyány tér – Óbuda, MÁV-állomás                             |
| 60A   | 60A | Batthyány tér – Vörösvári út                                   |
| 61    | 61  | Örs vezér tere – Rákoscsaba (körforgalom)                      |
| 61A   | 61A | Örs vezér tere – Rákoskeresztúr, Ferihegyi út                  |
| 61B   | 61B | Rákoskeresztúr, Ferihegyi út – Rákoscsaba (körforgalom)        |
| 161E  | 61E | Örs vezér tere – Rákoskeresztúr, Ferihegyi út                  |
| 62    | 62  | Kőbánya, Állomás utca – Rákoskert (körforgalom)                |
| 62A   | 62A | Kőbánya, Állomás utca – Rákoskeresztúr, Ferihegyi út           |
| 62B   | 62B | Rákoskeresztúr, Ferihegyi út – Rákoskert (körforgalom)         |
| 62Y   | 162 | Kőbánya, Állomás utca – Akadémia újtelep, 525. tér             |
| 162   | 62  | Kőbánya, Állomás utca – Rákoskeresztúr, Ferihegyi út           |
| 63    | 63  | Hűvösvölgy – Nagykovácsi, Szabadság tér                        |
| 64    | 64  | Hűvösvölgy – Solymár, Templom tér                              |
| 64Y   | 164 | Hűvösvölgy – Solymár, Pestvidéki Műanyaggyár                   |
| 65    | 65  | Bécsi út – Fenyőgyöngye                                        |
| 65A   | 65A | Bécsi út – Szélvész utca                                       |
| 65Y   | 165 | Bécsi út – Folyondár utca (körforgalom)                        |
| 66    | 66  | Pesterzsébet, Erzsébet tér – Soroksár, Gumiipari Vállalat      |
| 66Y   | 166 | Pesterzsébet, Erzsébet tér – Pestimre, Ültetvény utca          |
| 67    | 67  | Örs vezér tere – Kelet-Pesti Tejüzem                           |
| 68    | 68  | Kispest, Élmunkás lakótelep – Legényrózsa utca                 |
| 68A   | 68A | Kispest, Élmunkás lakótelep – Új Köztemető                     |
| 69    | 69  | Rákoskeresztúr, Ferihegyi út – Pécel, Kun János utca           |
| 69A   | 69A | Rákoskeresztúr, Ferihegyi út – Színes utca                     |
| 70    | 70  | Bosnyák tér – Sipos Dénes út                                   |
| 71    | 71  | Csepel, Tanácsház tér – Soroksári rév                          |
| 72    | 72  | Kosztolányi Dezső tér – Törökbálint, Munkácsy Mihály utca      |
| 73    | 73  | Bosnyák tér – Újpalota, Felszabadulás útja                     |
| 173E  | 73E | Baross tér, Keleti pályaudvar – Újpalota, Felszabadulás útja   |
| 74    | 74  | Csáktornya park – Tanács körút                                 |
| 74A   | –   | –                                                              |
| 75    | 75  | Népstadion – Öv utca                                           |
| 76    | 76  | Örs vezér tere – Micsurin utca (körforgalom)                   |
| 176   | 76  | Örs vezér tere – Micsurin utca (körforgalom)                   |
| 77    | 77  | Bosnyák tér – Rákosszentmihály, MÁV-állomás                    |
| 77Y   | 177 | Kolozsvár utca – ERŐKAR                                        |
| 79    | 79  | Közvágóhíd – Védgát utca                                       |
| 80    | 80  | Rákoskeresztúr, Ferihegyi út – Újhegyi út                      |
| 80A   | 180 | Rákoskeresztúr, Ferihegyi út – Gyöngytyúk utca (körforgalom)   |
| 81    | 81  | Nagyvárad tér – Lobogó utca                                    |
| 181   | 81  | Nagyvárad tér – Táblás utca                                    |
| 81Y   | 181 | Üllői úti lakótelep – Gyáli úti szakorvosi rendelő             |
| 82    | 82  | Pestlőrinc, Vörös Hadsereg útja – Halmi-dűlő                   |
| 83    | 83  | Kelenföldi pályaudvar – Hunyadi János út                       |
| 84    | 84  | Moszkva tér – Újpest, Szilágyi utca                            |
| 85    | 85  | Örs vezér tere – Újhegyi úti lakótelep                         |
| 85A   | 85A | Örs vezér tere – Maglódi út (körforgalom)                      |
| 85Y   | 185 | Pataky István tér – Sörgyár utca (körforgalom)                 |
| 86    | 86  | Óbuda, Miklós utca – Kosztolányi Dezső tér                     |
| 186   | 86  | Óbuda, Miklós utca – Kosztolányi Dezső tér                     |
| 87    | 87  | Kosztolányi Dezső tér – Mechanikai Művek                       |
| 87A   | 87A | Kosztolányi Dezső tér – Kamaraerdő                             |
| 87B   | 87B | Kosztolányi Dezső tér – Budaörsi repülőtér                     |
| 88    | 88  | Törökbálint, Munkácsy Mihály út – Budaörs, MÁV-állomás         |
| 89    | 89  | József körút – Aszódi utca                                     |
| 89A   | 89A | Nagyvárad tér – Aszódi utca                                    |
| 89A   | 78  | Baross tér, Keleti pályaudvar – Naphegy tér                    |
| 90    | 90  | Szabadság-hegy, fogaskerekű állomás – Csillebérc               |
| 91    | 91  | Rajk László utca – Endrődi Sándor utca                         |
| 91Y   | 191 | Rajk László utca – Sarolta utca (körforgalom)                  |
| 92    | 92  | Rákosszentmihály, MÁV-állomás – Szabadföld út                  |
| 92Y   | 192 | Rákosszentmihály, MÁV-állomás – Rákoskeresztúr, Ferihegyi út   |
| 93    | 93  | Nagyvárad tér – Ferihegyi repülőtér                            |
| 94    | 94  | Pestimre, Dózsa György utca – Gyál, MÁV-állomás                |
| 95    | 95  | Baross tér, Keleti pályaudvar – Pestlőrinc, Gyömrői út         |
| 195   | 95  | Népstadion – Pestlőrinc, Gyömrői út                            |
| 96    | 96  | Felszabadulás útja – Egyesült Izzó                             |
| 96A   | 96A | Felszabadulás útja – Újpest, Cérnagyár                         |
| 196   | 96  | Felszabadulás útja – Egyesült Izzó                             |
| 97    | 97  | Rákoskeresztúr, Ferihegyi út – Rákoskert sugárút (körforgalom) |
| 97Y   | 197 | Rákoskeresztúr, Ferihegyi út – Rákosvölgye MGTSZ               |
| 98    | 98  | Rákoskeresztúr, Ferihegyi út – Pestlőrinc, Vörös Hadsereg útja |
| 98A   | 98  | Rákoshegy, MÁV-állomás – Pestlőrinc, Gyömrői út                |
| 98Y   | 198 | Rákoskeresztúr, Ferihegyi út – Rákosliget (körforgalom)        |
| 99    | 99  | József körút – Pesterzsébet, Vasút sor                         |
| 99Y   | 199 | Nagyvárad tér – Pesterzsébet, Erzsébet tér                     |
| 199   | 99  | József körút – Pesterzsébet, Vasút sor                         |
| 100   | 100 | Örs vezér tere – Vásár 1. sz. főbejárat (körforgalom)          |

* Villamospótló busz

## Rendkívüli járatok
| Régi | Új | Új útvonala                        |
| ---- | -- | ---------------------------------- |
| D    | D  | Szabadság-hegy – Jánoshegyi kilátó |
| H    | H  | Fenyőgyöngye – Hármashatárhegy     |
| J    | J  | Moszkva tér – Jánoshegyi kilátó    |
| V    | V  | Clark Ádám tér – Budavári palota   |

## További változások
Nyáron újabb változások történtek a 40-es, a 61-es és a 62-es családoknál:
| Régi | Új  | Új útvonala                                             |
| ---- | --- | ------------------------------------------------------- |
| 40   | –   | –                                                       |
| 40A  | 40  | Móricz Zsigmond körtér – Budaörs, Kötő utca             |
| –    | 140 | Budaörs, Kötő utca – Budakeszi, Táncsics Mihály utca    |
| 61   | –   | –                                                       |
| 61A  | 61  | Örs vezér tere – Rákoskeresztúr, Ferihegyi út           |
| 61B  | 161 | Rákoskeresztúr, Ferihegyi út – Rákoscsaba (körforgalom) |
| 62   | –   | –                                                       |
| 62A  | 62  | Kőbánya, Állomás utca – Rákoskeresztúr, Ferihegyi út    |
| 62B  | 162 | Rákoskeresztúr, Ferihegyi út – Rákoskert (körforgalom)  |
| 162  | 168 | Kőbánya, Állomás utca – Akadémiaújtelep, 525. tér       |

## Mai közterületnevek
A fenti táblázatokban szereplő közterületek, végállomások neve napjainkban:
| 1977-ben                        | napjainkban                   |
| ------------------------------- | ----------------------------- |
| Békés Imre utca                 | Rákosszentmihály, Csömöri út  |
| Chinoin                         | Nagytétény, ipartelep         |
| Cinkota, gyógyszertár           | Vidám vásár utca              |
| Csepel, Tanácsház tér           | Csepel, Szent Imre tér        |
| Egyesült Izzó                   | Tungsram                      |
| Engels tér                      | Erzsébet tér                  |
| Élmunkás tér                    | Lehel tér                     |
| Felszabadulás útja              | Szentmihályi út               |
| József körút                    | Blaha Lujza tér               |
| Kacsóh Pongrác út               | Mexikói út                    |
| Kis Ferenc tér                  | Márton Áron tér               |
| Lékai János tér                 | Apor Vilmos tér               |
| Micsurin utca                   | Naplás út                     |
| Moszkva tér                     | Széll Kálmán tér              |
| Nagykovácsi, Szabadság tér      | Nagykovácsi, Tisza István tér |
| Népstadion                      | Puskás Ferenc Stadion         |
| Óbuda, Árpád-híd                | Szentlélek tér                |
| Pataky István tér               | Szent László tér              |
| Pestlőrinc, Vörös Hadsereg útja | Szarvas csárda tér            |
| Petőfikert                      | Anilin utca                   |
| Rajk László utca                | Nyugati pályaudvar            |
| Rákoskeresztúr, Ferihegyi út    | Rákoskeresztúr, városközpont  |
| Sipos Dénes utca                | Székely Elek utca             |
| Solymár, Pestvidéki Műanyaggyár | Solymár, PEMÜ                 |
| Újpalota, Felszabadulás útja    | Újpalota, Nyírpalota út       |
| Újpest, Cérnagyár               | Újpest, Fóti út               |
| Újpest, tanácsháza              | Újpest-központ                |
| Vásár 1. sz. főbejárat          | Expo tér                      |
| Vörös Hadsereg útja             | Üllői út                      |
| Vörös Hadsereg útja             | Hűvösvölgyi út                |
| Zalka Máté tér                  | Liget tér                     |